# Cromidon plantaginis
Cromidon plantaginis är en flenörtsväxtart som först beskrevs av Carl von Linné d.y., och fick sitt nu gällande namn av O.M. Hilliard. Cromidon plantaginis ingår i släktet Cromidon och familjen flenörtsväxter. Inga underarter finns listade i Catalogue of Life.